# Per sempre (telenovela)
Per sempre (Amar es para siempre) è una telenovela spagnola trasmessa dalla rete privata Antena 3 dal 14 gennaio 2013 al 6 marzo 2024. Si tratta del sequel del serial Amar en tiempos revueltos, andato in onda tra il 2005 e il 2012. La serie è ambientata nella Spagna degli anni sessanta, un decennio caratterizzato da significativi cambiamenti e da una rinascita economica e sociale.
La trasmissione è stata accompagnata da un programma speciale intitolato Hasta siempre, Amar, presentato da Manel Fuentes e Rebeca Haro, in cui sono stati rivisti i momenti più significativi della serie insieme ai suoi protagonisti.

## Trama

### Prima stagione
La nuova stagione inizia con una "Plaza de los Frutos" ampliata e rinnovata, grazie all'accorpamento delle piazze di Los Frutos e di Santo Tomé. "El Asturiano" ha inaugurato un nuovo bar, che è diventato il punto di ritrovo per tutti i vicini. Tra Inés, un'avvocatessa educata e responsabile, e Mauro, un giovane allegro e affettuoso ma irresponsabile, sorge inizialmente una inimicizia che col tempo si trasforma in attrazione.
Sabino Azcárraga apre l'agenzia di viaggi "La Puntual", dove lavorano Roberta, una giovane con un oscuro passato conosciuto da pochi nella piazza, e Tomás, il migliore amico di Mauro, pieno di idee brillanti. Belén Aguado è la proprietaria dell'ostello "La Estrella": dopo la morte del marito e del figlio, decide di trasformare la sua casa in un accogliente ostello familiare, contando sull'aiuto di Inocencia e Felisa, quest'ultima disoccupata dopo aver perso il lavoro come portinaia.
Successivamente arriva Dorita, una ragazza che si innamora di Pedrito. Nel locale precedentemente occupato da "el Morocco" o "el Banco Transcontinental" è stata aperta la boutique di alta moda "Le Ciel", che in realtà funge da bordello di lusso clandestino, gestito da Carmen Gijón. Carmen intrattiene relazioni con Arturo Olazábal, un avvocato di prestigio, marito di Pía e padre adottivo di Inés; insieme a loro ci sono Guillermo e il fiscale Martín Angulo, nemico di Arturo. Héctor e Asunción avviano un'agenzia investigativa con Bonilla. Eusebio Jiménez e sua moglie Josefina gestiscono l'impresa "Versalles", che causa continue dispute con la sorella di Eusebio, Emilia Jiménez, e suo marito. Montserrat Feliu e Olga Lozano sono le hostess della compagnia aerea "Peninsular Aerolíneas": Montserrat è una giovane attraente e moderna che vive nell'ostello di Belén, mentre Olga è più tradizionale. Daniel, un sacerdote in fase di transizione verso la vita laica, arriva all'ostello e mostra un forte interesse per Belén. Più avanti giunge Marina, che dopo aver scoperto la doppia vita del marito deceduto decide di trasferirsi nell'ostello "La Estrella", dove gestisce il negozio di alimentari.

### Seconda stagione
La storia si concentra su Inés e Mauro, i cui destini si intrecciano in modi inaspettati. Inés, un'avvocatessa determinata e forte, ha affrontato la perdita dei suoi genitori in un incidente e vive con la famiglia Olazábal, che l'ha accolta. Mauro, dall'altra parte, è un giovane spensierato e affascinante che ha una vita complicata e un passato difficile.La tensione tra Inés e Mauro cresce quando i due iniziano a lavorare insieme su un caso legale. Inizialmente antagonisti, i loro contrasti si trasformano in una crescente attrazione, mentre entrambi devono affrontare le sfide delle loro famiglie e delle loro ambizioni personali. La Plaza de los Frutos, il centro della comunità, diventa il palcoscenico delle loro interazioni e dei conflitti che emergono. Parallelamente, altri personaggi come Roberta, con un passato misterioso, e Belén, che gestisce un ostello dopo la morte della sua famiglia, arricchiscono la trama con le loro storie personali. Tomás, il migliore amico di Mauro, e Daniel, un sacerdote in crisi che mostra interesse per Belén, aggiungono ulteriori complessità alle relazioni.La stagione affronta temi di amore, vendetta e conflitti familiari, mettendo in evidenza le lotte per l'emancipazione femminile in un contesto sociale patriarcale. Le scelte dei personaggi portano a situazioni drammatiche e colpi di scena che mantengono alta la tensione narrativa. Con una scrittura avvincente e personaggi ben sviluppati, la seconda stagione di "Per sempre" continua a esplorare le sfide emotive e sociali dei suoi protagonisti, lasciando il pubblico con interrogativi sul futuro delle loro relazioni e sulle decisioni che prenderanno. La serie ha saputo mantenere l'interesse del pubblico per oltre un decennio grazie alla sua capacità di affrontare temi universali attraverso storie personali toccanti.

### Terza stagione
La trama si evolve ulteriormente, approfondendo le vite dei personaggi principali e introducendo nuove dinamiche. La stagione riprende con la "Plaza de los Frutos" come fulcro della comunità, dove si intrecciano le storie di amore, vendetta e segreti.La famiglia De La Vega, composta dalla matriarca Ascensión e dai suoi figli Carlos e Gabriel, diventa centrale in questa stagione. Una nuova arrivata, Natalia, entra nella loro vita con l'intento di vendicarsi per la morte del suo fidanzato, che accusa la famiglia di aver causato. Tuttavia, la situazione si complica quando Natalia si innamora di Gabriel e successivamente di Carlos, dando vita a un triangolo amoroso pericoloso e carico di tensione.Parallelamente, la stagione esplora una storia d'amore tra due ragazze: Luisita Gómez, figlia di Manolita e Marcelino, e Amelia, una ballerina. Questa relazione affronta le sfide dell'accettazione sociale e delle aspettative familiari, evidenziando tematiche di identità e amore in un contesto storico complesso.La terza stagione continua a mescolare dramma e romanticismo, mantenendo il pubblico coinvolto con colpi di scena e sviluppi emotivi. I personaggi devono affrontare le conseguenze delle loro scelte, mentre il contesto sociale degli anni '60 in Spagna fornisce uno sfondo ricco di conflitti e opportunità per la crescita personale. Con una scrittura avvincente e una narrazione ricca di emozioni, "Per sempre" continua a catturare l'attenzione del pubblico, consolidando il suo posto nel panorama delle telenovelas spagnole.

### Quarta stagione
La storia continua a svolgersi nella rinnovata "Plaza de los Frutos", un luogo centrale per la comunità, dove si intrecciano le vite di vari protagonisti.Questa stagione introduce nuovi personaggi e approfondisce le storie di quelli già noti. La famiglia De La Vega rimane al centro della narrazione, con Ascensión, la matriarca, che cerca di mantenere l'unità familiare mentre i suoi figli Carlos e Gabriel affrontano le proprie difficoltà. Carlos è coinvolto in una relazione complicata con Natalia, una giovane donna che ha un passato oscuro e che cerca vendetta per la morte del suo fidanzato, accusando la famiglia De La Vega di essere responsabile.Parallelamente, la relazione tra Luisita e Amelia continua a svilupparsi, affrontando le sfide legate all'accettazione della loro storia d'amore in un contesto sociale ancora conservatore. I conflitti interiori e le pressioni esterne mettono a dura prova il loro legame, rendendo la loro storia una delle più toccanti della stagione.Inoltre, nuovi eventi drammatici si verificano nella comunità, come l'apertura di un nuovo locale che diventa il centro di intrighi e segreti. Le tensioni tra i personaggi aumentano, portando a confronti emotivi e colpi di scena che mantengono alta l'attenzione del pubblico.La quarta stagione di "Per sempre" continua a esplorare temi come l'amore, la vendetta e la ricerca dell'identità personale, mentre i personaggi si trovano a dover prendere decisioni difficili che influenzeranno il loro futuro. Con una narrazione avvincente e un cast ben caratterizzato, la serie riesce a mantenere il suo fascino, attirando l'interesse degli spettatori con storie ricche di emozioni e complessità.

### Settima stagione
La settima stagione si concentra sulla famiglia De La Vega, guidata dalla matriarca Ascensión e composta dai suoi due figli, Carlos e Gabriel, e dalla nipote Monica. La trama si infittisce con l'arrivo di Natalia, una giovane donna che cerca vendetta contro la famiglia, accusandoli dell'omicidio del suo fidanzato. Tuttavia, il suo piano di vendetta si complica quando si innamora prima di Gabriel e poi di Carlos, dando vita a un triangolo amoroso carico di tensione e conflitti.Parallelamente, la stagione esplora una profonda e complessa storia d'amore tra Luisita Gómez, figlia di Manolita e Marcelino, e Amelia, una talentuosa ballerina. 
Questa relazione affronta sfide sociali e personali, mettendo in luce le lotte per l'accettazione e l'amore in un contesto familiare tradizionale.

### Ottava stagione
L'ottava stagione continua a seguire le vicende della famiglia Ordóñez. Julia incontra Guillermo, un affascinante giornalista, e tra i due scocca subito la scintilla. La loro relazione si intensifica fino a diventare ufficiale dopo il divorzio di Julia da Armando. Tuttavia, il divorzio è orchestrato da Irene, che manipola le informazioni per far credere a Julia che Armando abbia un'amante. In un colpo di scena, Irene stessa diventa l'amante di Armando.La trama prende una piega drammatica quando Julia viene assassinata. 
In seguito a questa tragedia, Guillermo sviluppa sentimenti per Lourdes, la figlia di Julia. Ma la loro relazione è ostacolata dalla presenza ingombrante di Armando, creando un conflitto emotivo che esplora temi di amore, perdita e vendetta.

## Episodi
| Stagione            | Puntate | Prima TV Spagna | Prima TV Italia |
| ------------------- | ------- | --------------- | --------------- |
| Prima stagione      | 165     | 2013            |                 |
| Seconda stagione    | 256     | 2013-2014       |                 |
| Terza stagione      | 251     | 2014-2015       |                 |
| Quarta stagione     | 254     | 2015-2016       |                 |
| Quinta stagione     | 256     | 2016-2017       |                 |
| Sesta stagione      | 256     | 2017-2018       |                 |
| Settima stagione    | 255     | 2018-2019       |                 |
| Ottava stagione     | 253     | 2019-2020       |                 |
| Nona stagione       | 251     | 2020-2021       |                 |
| Decima stagione     | 254     | 2021-2022       |                 |
| Undicesima stagione | 223     | 2022-2023       |                 |
| Dodicesima stagione | 155     | 2023-2024       |                 |

## Trasmissione
La telenovela ha debuttato in Spagna sulla rete privata Antena 3 il 14 gennaio 2013. Il 5 maggio 2023, è stato annunciato che la rete aveva richiesto al team della serie di lavorare su una dodicesima stagione, che sarebbe stata l'ultima, garantendo così una chiusura definitiva e significativa sia per la fiction che per i suoi spettatori. Il 9 giugno è stata confermata la conclusione della serie con la sua dodicesima stagione, prevista per l'inizio del 2024. Le riprese si sono concluse il 26 ottobre 2023. Dopo un totale di 2.829 episodi e più di undici anni di trasmissione su Antena 3, la serie è andata in onda con il suo ultimo episodio mercoledì 6 marzo 2024 in prima serata.
L'edizione italiana è iniziata su Rai 3 dal 29 agosto 2016, ma è stata sospesa il 30 settembre seguente a causa dei bassi ascolti registrati. Dal 12 giugno 2017, il canale ha riproposto la serie, mandando in onda sette episodi che riassumono le venti puntate trasmesse nel 2016 prima delle puntate inedite.

## Spin-off
Il 14 novembre 2019 è stato annunciato che la serie avrebbe avuto il suo primo spin-off, Luimelia, composto da episodi di 10 minuti, trasmesso attraverso la piattaforma Atresplayer Premium a partire dal 14 febbraio 2020. I personaggi principali, Luisita Gómez e Amelia Ledesma, sono interpretati rispettivamente da Paula Usero e Carol Rovira. La seconda stagione, anch'essa formata da 6 episodi di 10 minuti, è stata distribuita il 16 agosto 2020, mentre la terza stagione è andata in onda il 17 gennaio 2021. Il 17 dicembre 2020, la serie è stata rinnovata per una quarta stagione di otto episodi, caratterizzata da un budget maggiore e dai primi tre episodi di durata più estesa. Lo spin-off include anche la partecipazione di Lucía Martín Abello, Jonás Berami, Itziar Miranda, Manuel Baqueiro, Lena Fernández, Álvaro de Juana, Alba Gutiérrez e César Mateo nei ruoli di María Gómez, Ignacio Solano, Manolita Sanabria, Marcelino Gómez, Maruxa Linares, Manolín Gómez, Marina Crespo e Sebas Montalbo.
In Luimelia, Adriana Torrebejano, David Janer, Lucía Jiménez, Luz Valdenebro, Alicia Rubio, Resu Morales e Carmen Losa interpretano ruoli diversi rispetto a quelli sviluppati nella serie madre. Inoltre, la serie presenta anche attori e attrici che non erano apparsi in precedenza in Amar es para siempre, come nel caso di Jorge Silvestre, Jordi Planas, Silma López e Laura Sánchez.
Il 18 settembre 2020 è stato annunciato un ulteriore spin-off della serie, sempre interpretato da Paula Usero e Carol Rovira. Intitolato #Luimelia77, questo progetto consiste in un nuovo montaggio delle scene di Luisita e Amelia in Per sempre, arricchito da nuovi contenuti che raccontano l'anno e mezzo di relazione tra i due personaggi nella serie madre. Il primo dei quattro episodi è stato distribuito il 22 novembre 2020 attraverso la piattaforma Atresplayer Premium. Lo spin-off si è concluso il 13 dicembre 2020.